# Gare de La Faloise
La gare de La Faloise est une gare ferroviaire française de la ligne de Paris-Nord à Lille, située sur le territoire de la commune de La Faloise, dans le département de la Somme, en région Hauts-de-France.
Elle est devenue une halte ferroviaire de la Société nationale des chemins de fer français (SNCF), desservie par des trains TER Hauts-de-France.

## Situation ferroviaire
Établie à 84 mètres d'altitude, la gare de La Faloise est située au point kilométrique (PK) 104,191 de la ligne de Paris-Nord à Lille, entre les gares de Breteuil-Embranchement et Ailly-sur-Noye.

## Histoire
La gare date de 1846, pour la mise en service de la section Paris - Amiens de la ligne Paris – Lille.

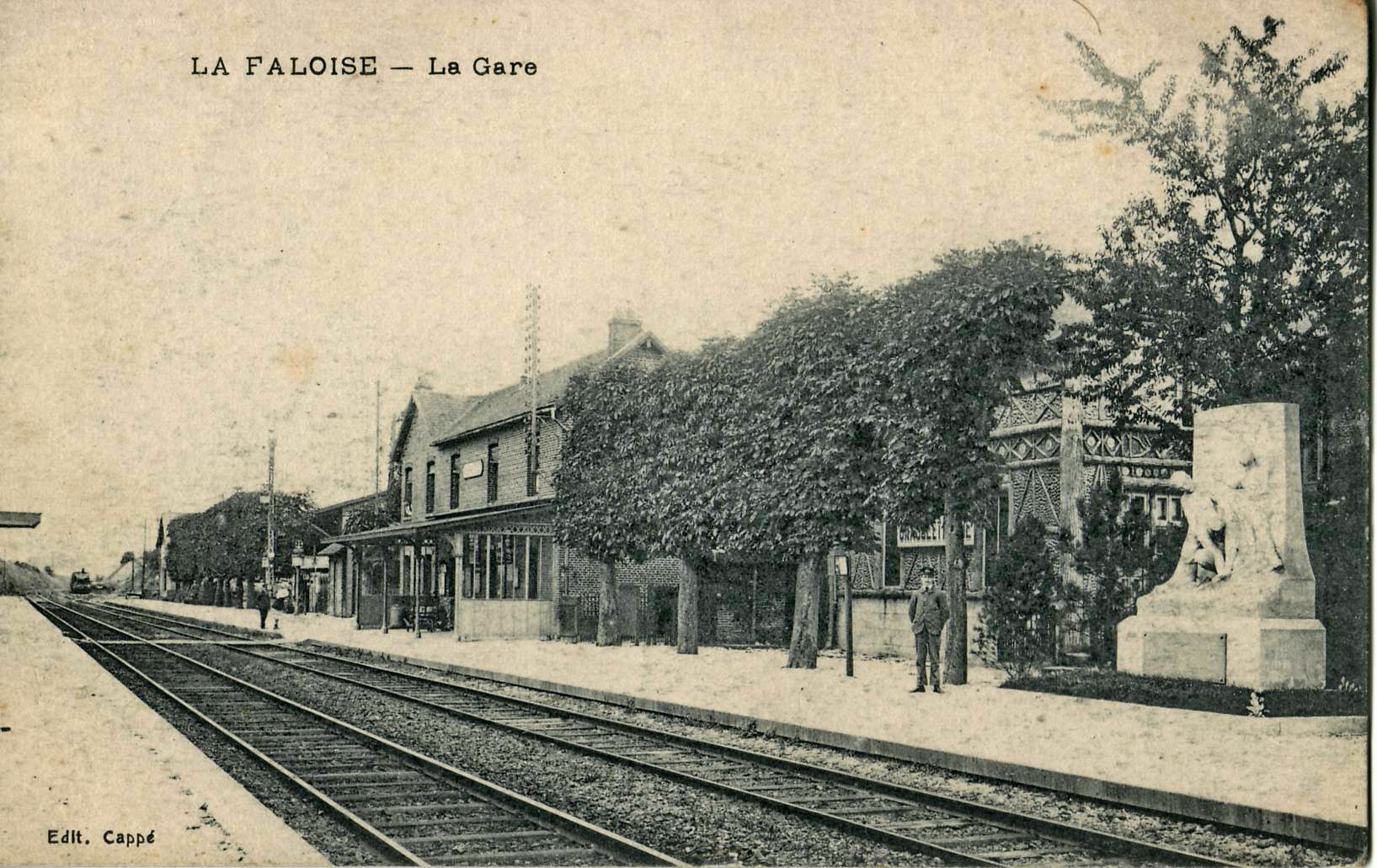
La gare, au début du XX.

Placée sur la grande ligne Paris – Amiens – Lille, Angleterre et Belgique, les installations ferroviaires voyaient passer les plus beaux trains de la Compagnie du Nord. La création de la ligne TGV Nord a réduit le rôle de cette infrastructure, qui est désormais un point d'arrêt non géré (PANG). Les installations marchandises ont été déposées (alors que deux coopératives agricoles sont situées de part et d'autre de la ligne) et le bâtiment voyageurs est désormais une habitation.
Selon les estimations de la SNCF, la fréquentation annuelle de la gare figure dans le tableau ci-dessous.
| Année     | 2019  | 2018  | 2017  | 2016  | 2015  |
| --------- | ----- | ----- | ----- | ----- | ----- |
| Voyageurs | 8 722 | 8 237 | 8 856 | 9 104 | 9 207 |

## Service des voyageurs

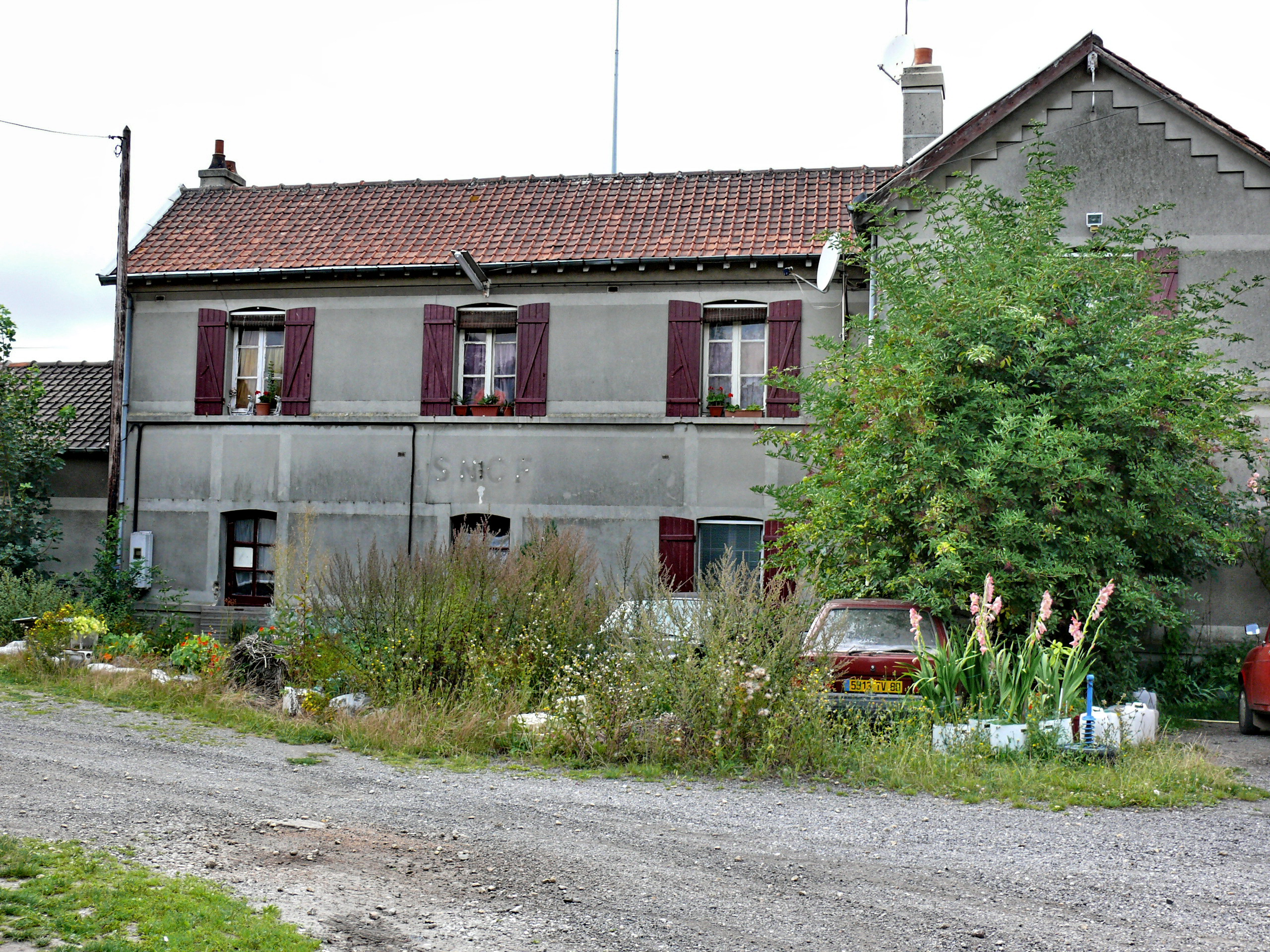
Ancien bâtiment de la gare, devenu une habitation.

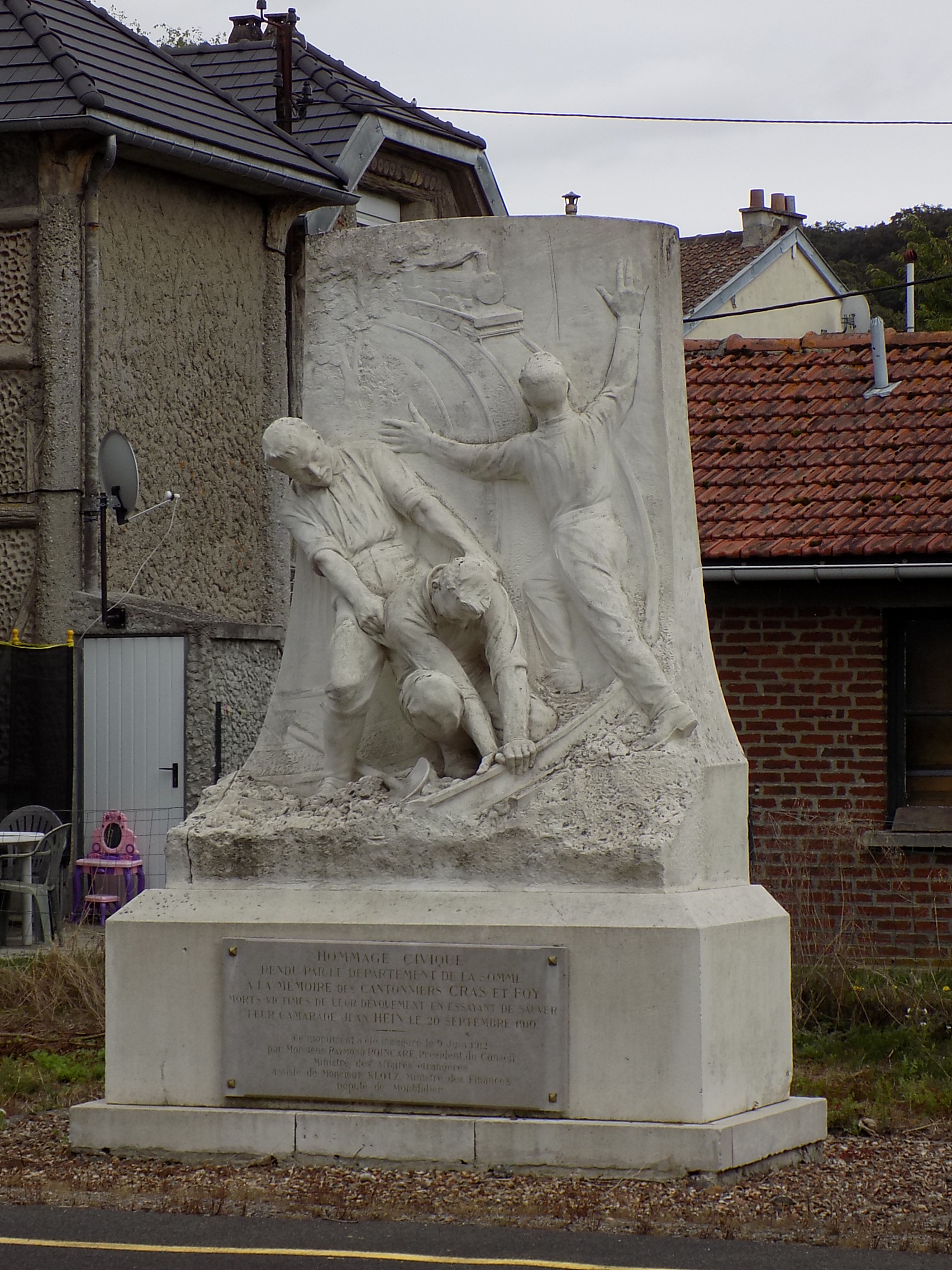
Mémorial de l'accident du 20 septembre 1910.

### Accueil
C'est un point d'arrêt non géré (PANG), à entrée libre.
Les quais ne sont reliés par aucun dispositif. Les voyageurs accèdent au quai voulu par l'une des deux rues qui longent la halte.

### Desserte
La Faloise est desservie par des trains TER Hauts-de-France, circulant entre Creil et Amiens.

### Intermodalité
Un parking vélo et un parking gratuit de quinze places sont disponibles à ses abords.

## Monument sur le quai
Un monument, érigé sur le quai en direction de Paris, commémore l'accident survenu le 20 septembre 1910, au cours duquel trois cantonniers de la Compagnie des chemins de fer du Nord sont écrasés par un train. Jean Hein a les doigts pris sous un rail et ne peut s'échapper. Son confrère, Adolphe Cras, s'efforce de le délivrer tandis qu'Alcide Foy tente d'arrêter le rapide par un signal désespéré.